# 17247 Vanverst
17247 Vanverst è un asteroide della fascia principale. Scoperto nel 2000, presenta un'orbita caratterizzata da un semiasse maggiore pari a 2,2861368 UA e da un'eccentricità di 0,1780807, inclinata di 4,50964° rispetto all'eclittica.